# Euthalia franciae
Euthalia franciae är en fjärilsart som beskrevs av Gray 1846. Euthalia franciae ingår i släktet Euthalia och familjen praktfjärilar. Inga underarter finns listade i Catalogue of Life.

## Bildgalleri

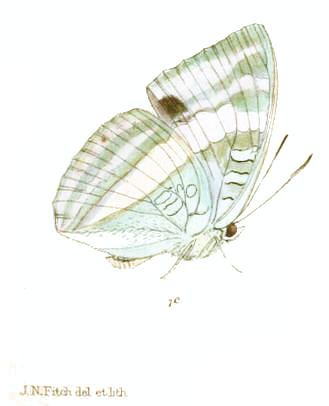
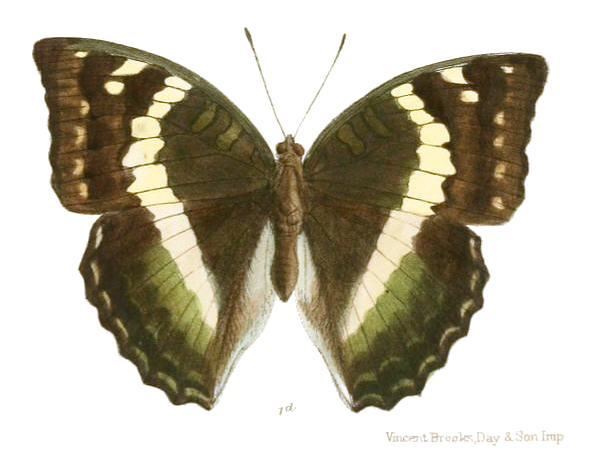
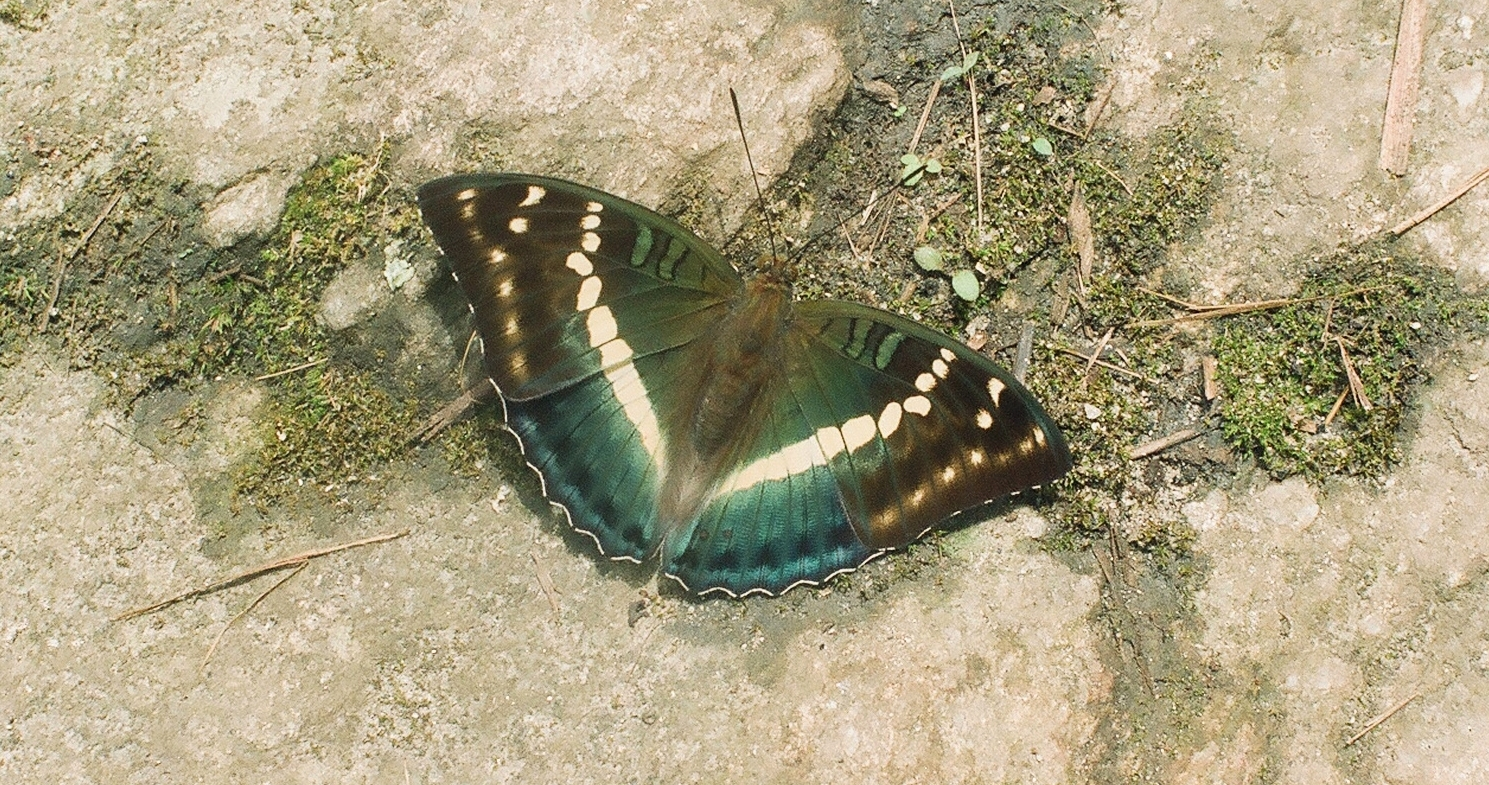
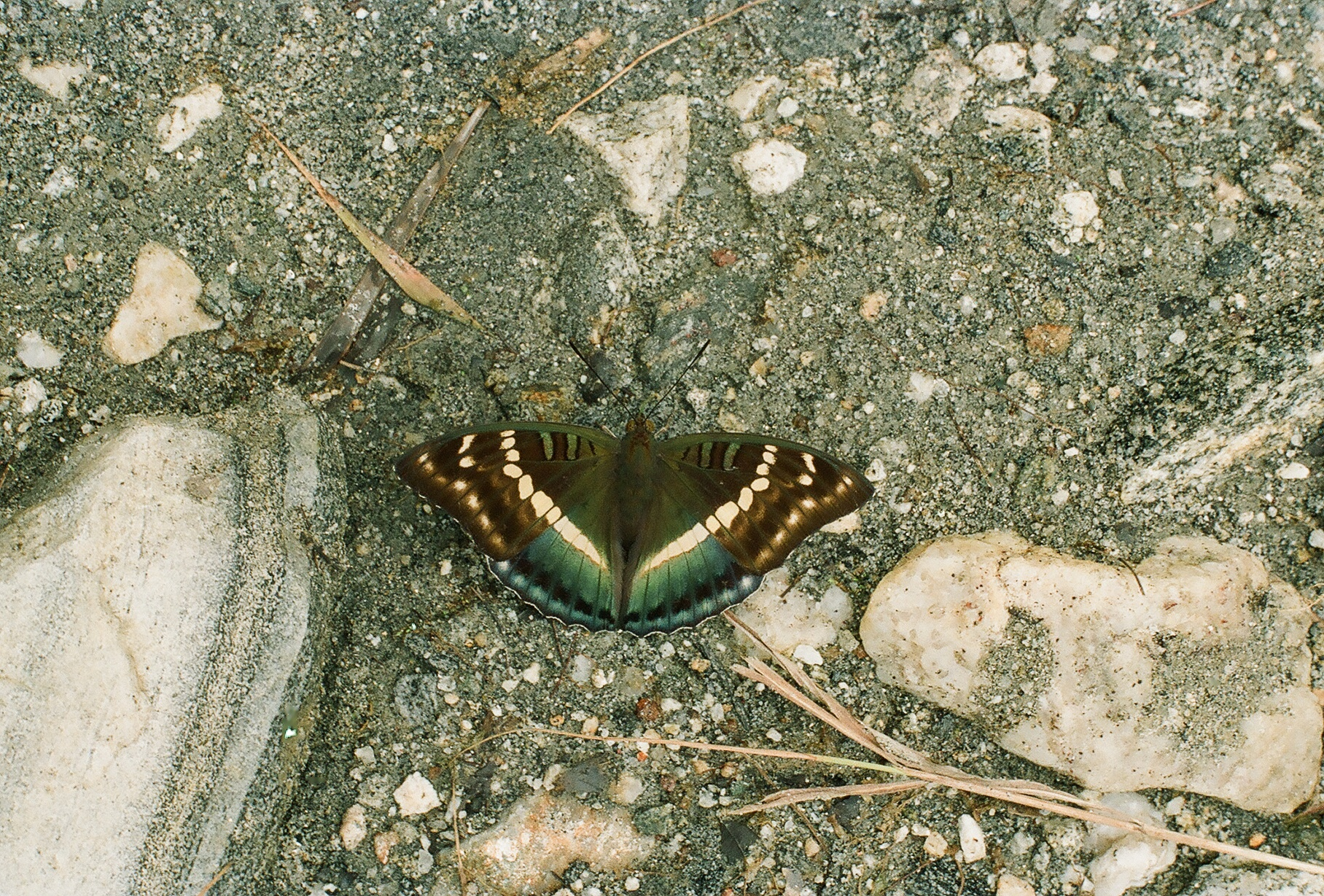
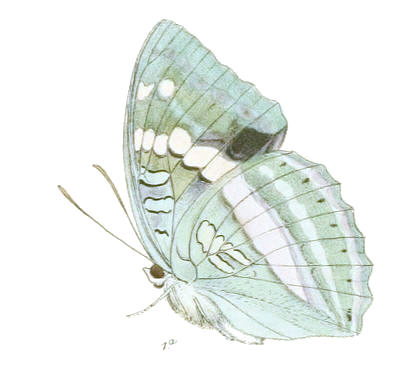
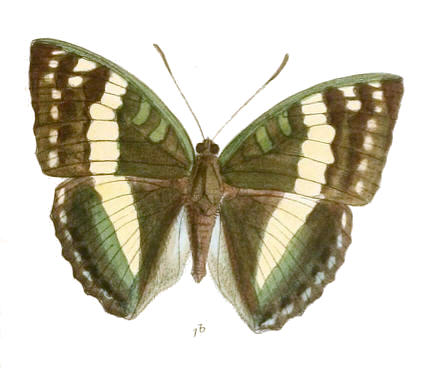